# Psicologia forense
La psicologia forense è un'area specialistica della psicologia giuridica che si occupa dei processi psicologici relativi ai diversi aspetti della dimensione giuridico-forense.

## Analisi e caratteristiche
La psicologia forense gode del contributo di altre discipline, quali il diritto penale e la criminologia, e svolge un ruolo tecnico nella comprensione di rilevanti casi giudiziari, di concerto con altre figure professionali quali magistrati, avvocati e altri consulenti. Un importante aspetto di questa disciplina è lo studio della cosiddetta "psicologia della testimonianza". Funzione centrale del consulente è quella di fornire informazioni tecniche agli inquirenti attraverso l'utilizzo di un lessico "giuridico", ma tale da risultare comprensibile anche a chi non è psicologo.
Per svolgere correttamente il proprio ruolo tecnico lo psicologo forense deve conoscere l'etica, le regole e la prassi giuridica. Deve partecipare al contraddittorio, e nel suo ruolo saper discernere le informazioni tecniche essenziali da quelle irrilevanti. Una mancanza anche minima delle proprie competenze può inficiare irrimediabilmente la sua credibilità e utilità al processo.
Nei diversi ordinamenti giudiziari, le domande poste dal magistrato allo psicologo forense non riguardano solo valutazioni psicologiche per determinare, ad esempio, la capacità di intendere e di volere dell'imputato, ma anche e soprattutto questioni di più ampia rilevanza funzionale come i pareri sul trattamento, o su ogni altra informazione richiesta dal giudice, quali, ad esempio consulenze tecniche sui fattori concomitanti il reato, sul rischio di recidiva, sull'attendibilità delle testimonianze, ecc. Le sue competenze sono anche richieste nella formazione e nell'accreditamento del personale di polizia penitenziaria e di altri organi delle forze dell'ordine.

## Formazione professionale
L'esercizio della pratica, comunque, muta da paese a paese e da giurisdizione a giurisdizione. Lo psicologo forense, in Italia, per svolgere la funzione di CTP o CTU necessita, oltre alla laurea magistrale in Psicologia e relativa abilitazione professionale da almeno 3 anni, di aver conseguito idonea formazione e aggiornamento in ambito psicologico-giuridico.
Negli Stati Uniti d'America lo psicologo forense è nominato da un esperto della giurisdizione di riferimento. Il numero delle giurisdizioni nelle quali uno psicologo forense può lavorare aumenta con l'esperienza e con l'avanzamento di carriera.

## Psicologia forense e psicologia clinica
Anche in ambito giuridico-criminologico, l'azione della psicologia forense si distingue da quella della psicologia clinica sulla base ai seguenti elementi:
- Scopo: invece che la vasta gamma di problemi affrontati in ambito clinico, la psicologia forense concerne un insieme ben preciso di funzioni e di relazioni di natura non prettamente clinica.
- Prospettiva neutrale: la psicologia clinica si focalizza sulla comprensione a scopo clinico del punto di vista dell'imputato, mentre lo psicologo forense si occupa dell'imputato da differenti punti di vista.
- Volontarietà: solitamente in ambito clinico uno psicologo ha a che fare con un imputato che volontariamente decide di farsi aiutare, mentre lo psicologo forense agisce esclusivamente su mandato del giudice o di un magistrato nel caso del ruolo del CTU, o del legale di parte in caso di CTP.
- Autonomia: gli imputati godono di maggiore autonomia riguardo agli scopi della valutazione clinica, mentre la valutazione forense è vincolata ai regolamenti ed alla prassi giuridica che quel particolare caso richiede.

## Psicologia forense e psicologia tradizionale
La metodologia di valutazione psicologica tradizionale non è sufficiente per gestire i ruoli consulenziali legati ai procedimenti giudiziari.
Nella psicologia forense, invece, è importante valutare la consistenza di tutti i fattori in gioco da tutti i possibili punti di vista. Diversamente dalle tradizionali consuetudini e vincoli della psicologia, inoltre, il consenso informato non è richiesto quando la perizia è richiesta dal giudice. L'imputato, invece, deve essere notificato sugli scopi della perizia senza però che possa avere discrezionalità su come tali informazioni saranno utilizzate
Valutare un imputato, prepararlo per la testimonianza, e parlare in pubblico sono tutte aspetti che lo psicologo forense deve saper svolgere con competenza Tali valutazioni psicologiche forensi possono essere integrate con informazioni ottenute dai test psicoattitudinali o da altri strumenti forniti dalla scienza forense.

## Competenze dello psicologo forense
Lo psicologo forense indaga i fattori psicologici rilevanti ai fini della valutazione giudiziaria. 
In ambito penale lo psicologo può essere chiamato come consulente tecnico di parte o d'ufficio per valutare la capacità di intendere e di volere, la pericolosità sociale, la capacità di stare in giudizio, la capacità a testimoniare, la passività e l'incapacità del soggetto circonvenuto. O presso il tribunale di sorveglianza per l'affidamento in prova ai servizi sociali, può ricoprire il ruolo di giudice onorario (a fianco dei giudici togati) all'interno del collegio del tribunale di sorveglianza e del tribunale per i minorenni. 
In ambito civile si occupa di consulenze e perizie per l'affidamento dei minori, in provvedimenti per la limitazione della potestà, adozione, per valutare l'idoneità genitoriale, per l'autorizzazione al matrimonio per il minore emancipato, l'affidamento etero-familiare, interruzione di gravidanza per minorenni, risarcimento danni, interdizione/inibizione/amministrazione di sostegno, cambiamento di genere sessuale, accertamento dell'incapacità per l'annullamento di negozi (matrimonio, contratto, testamento, donazioni). 

### Simulazione
Uno dei problemi più frequenti che passano sotto l'osservazione dello psicologo forense è la simulazione (malingering) di sintomatologie psichiche. Un imputato può intenzionalmente lamentare dei sintomi psichici o fisici allo scopo di ridurre le proprie responsabilità giuridiche, o di eludere il lavoro o qualsiasi altro adempimento cui è obbligato dalla legge. Lo psicologo forense deve individuare tali casistiche. Per fare ciò, si valuta la coerenza degli stessi, come il soggetto si comporta in altri contesti, e come questi falsi sintomi si manifestano.

### Partecipazione al giudizio dell'imputato
Se c'è un dubbio sulla capacità dell'imputato di partecipare al processo, il giudice potrebbe richiedere una perizia psicologica parallelamente a quella medico-legale. Sulla base della valutazione medico-legale, la magistratura valuta se il convenuto è competente a partecipare in giudizio. Spesso, questo è un problema di impegno, su consiglio di uno psicologo forense, ad un progetto di trattamento psichiatrico fino al momento in cui l'individuo è considerato competente.

### Salute mentale
Lo psicologo forense può essere convocato dal giudice per valutare la capacità d'intendere e di volere dell'imputato al momento del compimento del reato. A volte può succedere che l'imputato stesso subisca dei danni psichici dopo il fatto, in seguito a shock o altro tipo di trauma, che ne potrebbe condizionare la testimonianza in aula. In altre situazioni, l'avvocato difensore può decidere di perseguire una strategia di non colpevolezza per motivi di salute mentale, ed ottenere in tal modo il ricovero in un ospedale psichiatrico giudiziario piuttosto che la detenzione in carcere..

### Sconti di pena
Nei casi in cui l'imputato sia riconosciuto colpevole ma con infermità mentale, la sua condizione, sia attuale sia precedente alla sentenza, può portare ad uno sconto di pena. Le competenze dello psicologo forense sono richieste ancora una volta per valutare la sussistenza dei requisiti per ottenere tale beneficio.

### Pericolosità sociale
Lo psicologo forense è chiamato spesso a valutare la pericolosità sociale di un individuo o l'eventualità di una recidiva. Può, in tal caso, fornire un parere circa le possibilità di recupero sociale, magari mediante il contributo del servizio sociale penitenziario finalizzati alla risocializzazione del detenuto
.

### Prospettive sulla psicologia forense
È importante ricordare che, ai fini processuali, lo psicologo forense con ruolo di CTU (nominato dal giudice) ha un ruolo neutrale e superpartes, mentre lo psicologo con ruolo di CTP (nominato dalle parti) fornisce la sua consulenza in rappresentanza degli interessi di una delle parti.